# 沿海州
座標: 北緯44度35分11秒 東経134度48分41秒 / 北緯44.58639439367484度 東経134.81129121033086度

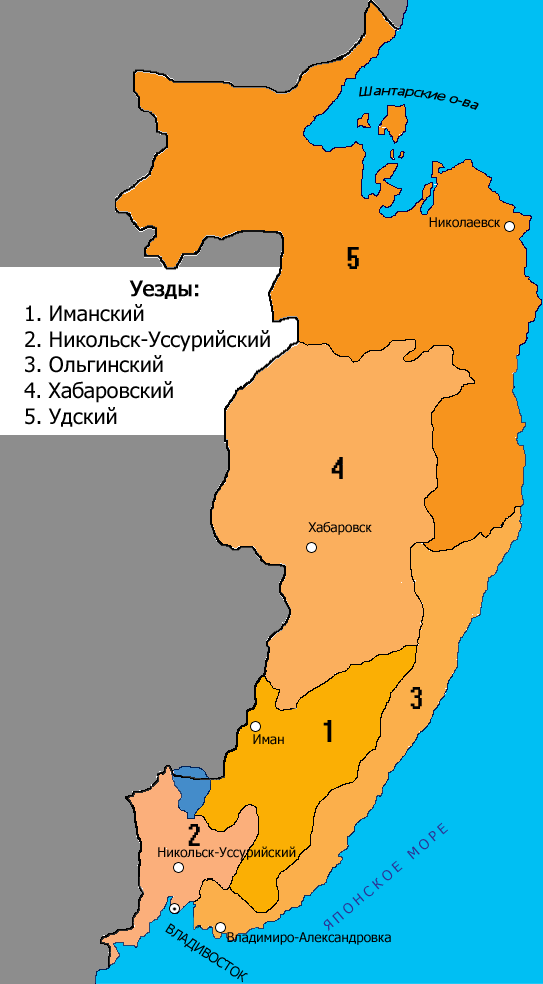
沿海州。1938年以降の沿海地方はこの南半分に当たる。

沿海州（えんかいしゅう、ロシア語: Примо́рьеプリモーリイェ）は、19世紀後半から20世紀初頭にかけてロシア帝国が極東地域（極東ロシア）においていた州である。日本語名の「沿海州」は、ロシア語名「プリモリエ (Приморье) 」の訳語である。

## 概要

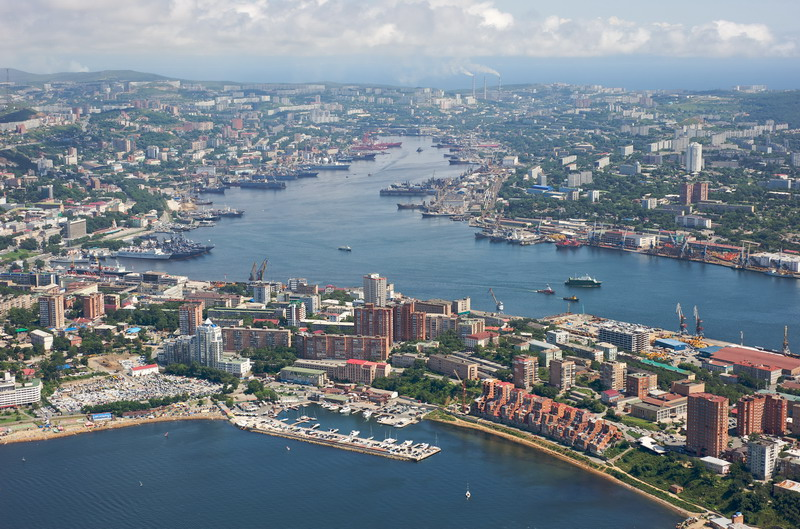
ウラジオストク中心部

ソビエト連邦時代の1938年に分割、改組されて、南半分は沿海地方 (Приморский край) 、北半分はハバロフスク地方の一部になっているが、その後も日本語では慣用的にソ連・ロシア領のこの地域を指して沿海州の呼称が用いられた。現在、ロシア連邦の連邦構成主体のひとつとして存続している沿海地方を指しても沿海州ということがしばしばみられるが、ロシアの行政用語で「州」と訳されるオーブラスチ (о́бласть) と、沿海地方の「地方」にあたるクライ (край) は訳し分けられる別々の単語であるので、現行の沿海地方を沿海州と呼ぶのは俗称というべきものである。なお、より厳密に訳せば、この場合の「プリモルスキー (Приморский) 」は「プリモーリエ (Приморье) 」の形容詞形であるので「プリモーリエ地方/沿海州地方」という意味に取ることができる。
沿海地方に分裂される以前の沿海州は、極東ロシアの日本海沿岸、シホテアリニ山脈の一帯とハンカ湖沿いの平地を合わせた領域で、現在の沿海地方とハバロフスク地方南部を合わせたものであった。

## 歴史

### 石器時代
沿海州に、最初の人類が到着したのは3万年前から1万年前のことと推測されている。ウスリースク近郊の旧石器時代の遺跡からは、円レキを加工した石器が出土している。パルチザンスキー地区の洞窟遺跡からは、マンモス、バイソン、サイ、シカ、洞窟トラ、その他など食用にした動物の骨などが出土している。ずっと後の時代になって、カヴァレロフスキー地区の住居跡から石刃技法による石器が発見されている。この頃はまだ移動生活か、半定住生活であり、数十人の小グループを形成していた。生活は、槍・投げ槍・各種の罠を用いて狩猟をしていた。また、気候がよくなると食用植物の採集に精を出した。
新石器時代は7000-6000年前にはじまり、新石器時代革命と呼ばれている。主に狩猟・採集の経済から農業・栽培・牧畜などの生産経済へと変化し、土器の出現、研磨技術の普及による磨製石器の出現、弓矢などの新しい労働用具が出現した。円筒土器や櫛目文土器が見られ、ハプログループN (Y染色体)が担う遼河文明圏にあったと考えられる。

### 青銅器・鉄器時代
4000年前に青銅器時代に移行する。この頃より土器の無文化が起こり、ハプログループO1b2 (Y染色体)の集団が到達したと推定される。南西部にシニ・ガイ文化、東海岸部にリドフカー文化が栄えた。3000年前には鉄器時代に移行したものと推測されている。

### 粛慎
鉄器時代に入ると、沿海州地域に存在していたとされる政権が、しばしば中国の歴代朝廷に朝貢するようになり、歴史書に粛慎（しゅくしん）の名で登場するようになる。前漢以降には、粛慎に代わり挹婁が現れるが、中国や日本の歴史書には（6世紀以降）も引き続き粛慎（みしはせ）としての記述が残る。

### 渤海
8世紀には、渤海の版図であった。

### ロシア-ソビエト連邦時代

沿海地方の州章

渤海の後もアルタイ系民族（金、契丹、モンゴル民族、清）の領土となっていたが、1860年の北京条約によってロシアが領有した。